# Nachtcafé (Talkshow)
Das Nachtcafé (eigene Schreibweise: NACHTCAFÉ) ist eine Talkshow im SWR Fernsehen. Die Sendung erreicht bundesweit bis zu eine Million Zuschauer. Sendezeit ist Freitagabend, 22:00 Uhr. Von April 2020 bis November 2021 lief die Sendung unter dem Begriff TALK am Dienstag auch alle vier Wochen im Ersten im Wechsel mit der NDR Talk Show, 3 nach 9, Kölner Treff, und zeitweilig auch mit den Talkshows Club 1 und Hier spricht Berlin.

## Moderatoren
Die Sendung wurde seit ihrer ersten Folge vom 14. Februar 1987 von Wieland Backes moderiert. In insgesamt 706 Folgen begrüßte Backes über 5000 Gäste. Am 29. Januar 2014 gab Backes bekannt, dass er die Sendung Ende 2014 abgeben wird. Diese Ankündigung fand durch ein exklusives Interview mit der Stuttgarter Zeitung statt. Backes betonte darin, den Zeitpunkt für seinen Abschied vom Nachtcafé selbst wählen zu wollen, weshalb er sich „auf der Höhe des Erfolges“ zu diesem Schritt entschlossen habe. Seine letzte Ausgabe moderierte er am 12. Dezember 2014. In dieser Sendung mit dem Titel „Happy End“ waren unter anderem der baden-württembergische Ministerpräsident Winfried Kretschmann, Entertainer Harald Schmidt und die Sängerin und Schauspielerin Ute Lemper zu Gast. Backes moderierte bis 2019 weiterhin die Rateshow Ich trage einen großen Namen, die ebenfalls im SWR-Fernsehen ausgestrahlt wurde.
Seit Januar 2015 moderiert Michael Steinbrecher als Backes’ Nachfolger die Sendung. Bereits 1987 startete Steinbrecher seine Karriere als Fernsehmoderator im Talkshow-Bereich. Insgesamt rund fünf Jahre lang moderierte er zunächst den Jugendtalk Doppelpunkt im ZDF. Anschließend wechselte der gebürtige Dortmunder zum Aktuellen Sportstudio (ebenfalls im ZDF), das er von 1992 bis 2013 moderierte. Steinbrecher hat außerdem eine Professur für Fernseh- und crossmedialen Journalismus an der Technischen Universität Dortmund inne. Der Wechsel des Moderators wurde von Publikum und Kritikern weitestgehend positiv aufgenommen. Die Stuttgarter Zeitung bezeichnete Steinbrecher als „behutsamen Erneuerer“.

## Örtlichkeit
Aufgezeichnet wurde die Talkshow anfangs im Schloss Favorite in Ludwigsburg. Es wurde zwischen 1717 und 1723 als kleines Lust- und Jagdschloss in Sichtweite des barocken Residenzschlosses errichtet. Von 2015 bis Dezember 2023 (Ausgabe 1054) wurde das Nachtcafé aus dem Alten E-Werk in Baden-Baden gesendet, wo auch die SWR-Talkshow Menschen der Woche produziert wurde. Das Gebäude entstand 1898, als das E-Werk erstmals, in erster Linie zur Beleuchtung des Kurhauses und einiger Geschäfte, Strom bereitstellte, und ist später zu einem Studio umgebaut worden. Aus Kostengründen wurde der Produktionsort mit der Ausgabe 1055 (Erstausstrahlung am 19. Januar 2024) in das SWR Funkhaus Mainz verlegt. Eine Videowall projektiert im neuen Studio nun das Studioset aus dem E-Werk in den Hintergrund.

## Konzept
Das Nachtcafé, begründet von Wieland Backes, war eine der ersten thematischen Talkshows im deutschen Fernsehen. Die Themen der Sendung kommen aus dem gesellschaftlichen Bereich; Schwerpunkte sind Familie, Beziehung, aber auch gesellschaftspolitische Fragen. Sechs bis acht Gäste werden sowohl einzeln befragt wie miteinander ins Gespräch gebracht. Prominente Gäste sprechen häufig über ein Thema, mit dem sie in der Öffentlichkeit nicht direkt in Verbindung gebracht werden. Zu ihnen zählten unter anderem der ehemalige Bundesaußenminister Joschka Fischer, Schauspielerinnen wie Iris Berben und Ruth Maria Kubitschek oder Publizisten wie Hellmuth Karasek und Henryk M. Broder.
Prominente und unbekannte Menschen nehmen im Nachtcafé gleichberechtigt an der Gesprächsrunde teil und tauschen ihre Standpunkte zum besprochenen Thema aus. Bei Letzteren handelt es sich um eigenrecherchierte Geschichten von Menschen, die zu einem großen Teil zum ersten Mal im Fernsehen zu sehen und zu hören sind. In der Regel befindet sich auch ein Experte in der Gesprächsrunde, der beispielsweise mit wissenschaftlichem Hintergrundwissen zur Diskussion beitragen kann. Darüber hinaus gibt es kurze Einspielfilme und Fotos zu einzelnen Gästen oder als inhaltlicher Impuls für die Diskussionsrunde.
Bis Dezember 2014 begann jede Ausgabe des Nachtcafés zunächst mit einem sogenannten „Bargespräch“. Dieses bestand aus einem Einzelinterview mit einem Gast, der in der Regel später nicht in der Gesprächsrunde saß, und diente zur Einführung des jeweiligen Sendungsthemas. Mit dem Moderatorenwechsel und dem Umzug in ein neues Studio Anfang 2015 entfiel dieses Element. Stattdessen werden Einzelinterviews zu verschiedenen Zeitpunkten einer Nachtcafé-Sendung eingewoben. Außerdem werden teilweise Gesprächsgäste erst später in die Gesprächsrunde hereingeholt. Der aktuelle Moderator Michael Steinbrecher äußerte sich in mehreren Interviews dazu, dass zukünftig auch Gesprächsrunden denkbar seien, in denen bewusst weniger Talkgäste als üblich eingeladen werden, um ihre Geschichten tiefgehender und ausführlicher besprechen zu können. Außerdem sei vorstellbar, das Nachtcafé über die 90-minütige Sendezeit hinaus zu einem Anlaufpunkt für die Zuschauer zu machen. So bietet die Redaktion der Sendung auch Hintergrundinformationen zum jeweiligen Sendungsthema auf der Homepage des Nachtcafés an. Darüber hinaus setze die Sendung seit 2015 stärker auf Aktualität, um mit der Auswahl der Themen nahe am Tagesgeschehen zu sein. Exemplarisch hierfür steht die Folge „Aus dem Leben gerissen“ vom 27. März 2015 anlässlich des Absturzes eines Germanwings-Flugzeugs in den französischen Alpen wenige Tage zuvor. Die Sendung thematisierte die Schicksale von Menschen, die ebenfalls durch ein Unglück in Lebensgefahr gerieten oder Angehörige verloren. Die Sendung entstand innerhalb von 48 Stunden.
Am 8. Juli 2022 feierte das Nachtcafé seine 1000. Sendung. Das Nachtcafé wird auch auf den digitalen Wegen genutzt. Seit April 2020 wird auch der Nachtcafé Podcast Das wahre Leben veröffentlicht. Darin nimmt sich Michael Steinbrecher bis zu 60 Minuten Zeit für einen exklusiven Gast und dessen Geschichte.

## Trivia
Es gehörte zu Wieland Backes’ Eigenschaften als Nachtcafé-Moderator, dass er jede Ausgabe mit einem zum Thema passenden Zitat, meist eines Schriftstellers oder Philosophen, beschloss. Diese wurden auch in gesammelter Form in zwei Bänden als Buch veröffentlicht.
In Wieland Backes’ letzter Nachtcafé-Ausgabe „Happy End“ hatte neben den angekündigten Talkgästen auch der Regisseur Dieter Wedel einen Überraschungsauftritt. Wedel war 1999 in einer Sendung zum Thema „Seitensprünge“ dabei und verließ die Runde erbost, nachdem er von einem anderen Teilnehmenden auf sein Privatleben angesprochen wurde.
Michael Steinbrechers erstes Fernsehformat Doppelpunkt im ZDF startete im selben Jahr wie das Nachtcafé mit Wieland Backes.

## Auszeichnungen
Wieland Backes erhielt für einzelne Sendungen des Nachtcafés folgende Auszeichnungen:
- 1987 Löwen-Journalistenpreis für das Nachtcafé Spieler
- 2005 Diakonie Journalistenpreis in der Kategorie „Fernsehen“ für das Nachtcafé Leben mit dem Tod
- 2013 Deutscher Medienpreis Depressionshilfe

## Kritiken
Wieland Backes ist durch seine Talkshow Nachtcafé laut der Wochenzeitung Die Zeit (vom 31. Mai 2000) zum „ungekrönten König des Niveau-Talks“ geworden.